# The Legend of Kyrandia
The Legend Of Kyrandia es una saga de tres juegos de aventuras gráficas. Una característica que los distingue de otras aventuras gráficas como Monkey Island o Maniac Mansion, es que la interfaz del juego no utiliza verbos para realizar las acciones.

## Libro 1: Fable & fiends
El videojuego narra la historia de una isla llamada Kyrandia que sufre un desequilibrio entre el reino de la tierra y el de las personas por la culpa de un malvado mago llamado Malcolm que destruye la 'Kyragema'. Brandon, el personaje principal, se verá envuelto en varios enigmas que desencadenarán en el enfrentamiento cara a cara con Malcolm.
Este juego fue creado originalmente para la plataforma Amiga, siendo distribuido en disquetes; luego fue adaptado para PC en formato CD-ROM. Sus diseñadores fueron Michael Legg, Rick Parks y Paul S. Mudra, los artistas gráficos fueron Rick Parks, Ren Olsen, Louise Sandoval, Joseph B. Hewitt IV, Judith Peterson, Aaron E. Powell, Elie Arabian, Eric Shults y la música fue compuesta por Frank Klepacki.
La jugabilidad, algo más clásica, resuelve todo con clics de ratón, tanto para adquirir los objetos del escenario, como para usarlos o para hablar con otros personajes.

## Libro 2: The hand of Fate
Años después, Zanthia, una joven hechicera del juego anterior, descubre que la isla de kyrandia está desapareciendo. La Mano (una mano gigante, asistente de Marko) planea obtener la piedra del centro del mundo para salvar Kyrandia. Elige a Zanthia como encargada de obtener esa piedra de vuelta. La Mano, que se supone que es parte de un malvado mago gigante, es el culpable realmente de las penurias que vivía el reino. Zanthia, entonces, debe luchar contra ella y desbaratar sus planes.

## Libro 3: Malcolm's Revenge
Después de que Brandon haya destruido a Malcolm convirtiéndolo en piedra, queda sepultado en unas ruinas en donde impacta un rayo y lo revive (esto puede verse en el final del segundo libro).
Ahora desea venganza, de Brandon y de Kallak. Guiado por Gunther, su conciencia malvada, ya que perdió la mayoría de sus poderes mágicos. Este libro demuestra la reivindicación de la maldad, ya que además, él prueba ser inocente de la muerte de los padres de Brandon.